# Larry Wolff
Larry Wolff (właśc. Lawrence Wolff, ur. 1957) – amerykański historyk, badacz dziejów Europy Wschodniej, członek American Academy of Arts and Sciences. 

## Życiorys
Studia licencjackie ukończył na Uniwersytecie Harvarda w 1979, zaś doktorat obronił w 1984 na Stanford University (promotor: Wayne S. Vucinich). Od 1986 do 2006 roku wykładał historię Europy w Boston College. Obecnie jest profesorem na Wydziale Historycznym Uniwersytetu Nowojorskiego. Zajmuje się historią Europy Wschodniej. Szczególną uwagę poświęca zagadnieniom związanym z relacjami Wschodu i Zachodu w historii Europy. Jego pozostałe obszary zainteresowania to historia Polski, Imperium Habsburgów, oświecenie, historia opery oraz historia dzieciństwa. 
W ramach Biblioteki Europy Środka Międzynarodowego Centrum Kultury w Krakowie wyszły dwie jego książki w języku polskim: Wynalezienie Europy Wschodniej. Mapa cywilizacji w dobie Oświecenia (2020, tłum. Tomasz Biedroń) oraz Idea Galicji. Historia i fantazja w kulturze politycznej Habsburgów (2020, tłum. Tomasz Biedroń). Ta pierwsza zostaóa uhonorowana nagrodą Mądra Książka Roku 2020.   

## Wybrane publikacje
- Postcards from the End of the World : Child Abuse in Freud's Vienna, New York: Atheneum, 1988. ISBN 0-689-11883-X.
- The Vatican and Poland in the Age of the Partitions: Diplomatic and Cultural Encounters at the Warsaw Nunciature, East European Monographs/Columbia University Press, 1988. ISBN 0-88033-142-9.
- Inventing Eastern Europe: The Map of Civilization on the Mind of the Enlightenment, Stanford: Stanford University Press, 1994, 1996. ISBN 0-8047-2702-3 (polski przekład Tomasz Biedroń, 2020).
- Venice and the Slavs : The Discovery of Dalmatia in the Age of Enlightenment, Stanford: Stanford University Press, 2001. ISBN 978-0-8047-3945-0.
- The Idea of Galicia : History and Fantasy in Habsburg Political Culture, Stanford : Stanford University Press, 2010. ISBN 978-0-8047-6267-0 (polski przekład Tomasz Biedroń, 2020).
- Paolina's Innocence: Child Abuse in Casanova's Venice, Stanford Stanford University Press, 2012. ISBN 978-0-8047-6261-8.
- The Singing Turk: Ottoman Power and Operatic Emotions on the European Stage from the Siege of Vienna to the Age of Napoleon, Stanford University Press, 2016. ISBN 978-0804795777.

## Publikacje w języku polskim
- (współautorzy: Emil Brix, Jacek Purchla), Galicja po Galicji? = Galicia after Galicia?, transl. from the pol. by Iwona Reichardt, "Herito" 2015, nr 4, s. 80-95.
- Galicja wynaleziona = Galicia invented, transl. from the Pol. by Jessica Taylor-Kucia, "Herito" 2015, nr 4, s. 108-121.
- Wynalezienie Europy Wschodniej. Mapa cywilizacji w dobie Oświecenia (Kraków: Międzynarodowe Centrum Kultury 2020, tłum. Tomasz Biedroń)
- Idea Galicji. Historia i fantazja w kulturze politycznej Habsburgów (Kraków: Międzynarodowe Centrum Kultury 2020, tłum. Tomasz Biedroń)